# Max Purcell
Max Purcell (Sydney, 3 april 1998) is een Australisch tennisser. Hij won in zijn carrière tweemaal een ATP-toernooien in het dubbelspel waaronder Wimbledon en stond in 2020 en 2022 in de finale van het dubbelspel van de Australian Open.

## Palmares
| Legenda                       | Legenda               |
| ----------------------------- | --------------------- |
| Grand Slam                    |                       |
| Olympische Spelen             |                       |
| tot 2009                      | vanaf 2009            |
| Tennis Masters Cup            | ATP Finals            |
| ATP Masters Series            | ATP Tour Masters 1000 |
| ATP International Series Gold | ATP Tour 500          |
| ATP International Series      | ATP Tour 250          |

### Enkelspel
| Nr.                  | Datum            | Toernooi  | Ondergrond | Tegenstander in finale    | Score                    | Details                  |
| -------------------- | ---------------- | --------- | ---------- | ------------------------- | ------------------------ | ------------------------ |
| Gewonnen challengers |                  |           |            |                           |                          |                          |
| 1.                   | 24 juli 2016     | Gimcheon  | Hardcourt  | Andrew Whittington        | 3-6, 7-6(6), 5-1, opgave | 3-6, 7-6(6), 5-1, opgave |
| 2.                   | 19 februari 2023 | Chennai   | Hardcourt  | Nicolas Moreno de Alboran | 5-7, 7-6(2), 6-4         |                          |
| 3.                   | 26 februari 2023 | Bengaluru | Hardcourt  | James Duckworth           | 3-6, 7-5, 7-6(5)         |                          |
| 4.                   | 5 maart 2023     | Pune      | Hardcourt  | Luca Nardi                | 6-2, 6-3                 |                          |

### Dubbelspel
| Nr.                          | Datum            | Toernooi        | Ondergrond    | Partner            | Tegenstanders in finale            | Score                            | Details |
| ---------------------------- | ---------------- | --------------- | ------------- | ------------------ | ---------------------------------- | -------------------------------- | ------- |
| Gewonnen finales herendubbel |                  |                 |               |                    |                                    |                                  |         |
| 1.                           | 10 april 2022    | ATP Houston     | Gravel        | Matthew Ebden      | Ivan Sabanov Matej Sabanov         | 6-3, 6-3                         | Details |
| 2.                           | 9 juli 2022      | Wimbledon       | Gras          | Matthew Ebden      | Nikola Mektić Mate Pavić           | 7–6(7), 6–7(3), 4–6, 6–4, 7–6(2) | Details |
| 3.                           | 9 april 2023     | ATP Houston     | Hardcourt     | Jordan Thompson    | Julian Cash Henry Patten           | 4–6, 6–4, [12–10]                | Details |
| 4.                           | 22 oktober 2023  | ATP Tokio       | Hardcourt     | Rinky Hijikata     | Jamie Murray Michael Venus         | 6-4, 6-1                         | Details |
| Verloren finales herendubbel |                  |                 |               |                    |                                    |                                  |         |
| 1.                           | 3 februari 2020  | Australian Open | Hardcourt     | Luke Saville       | Rajeev Ram Joe Salisbury           | 4–6, 2–6                         | Details |
| 2.                           | 1 november 2020  | ATP Nur-Sultan  | Hardcourt (i) | Luke Saville       | Sander Gillé Joran Vliegen         | 5–7, 3–6                         | Details |
| 3.                           | 29 januari 2022  | Australian Open | Hardcourt     | Matthew Ebden      | Thanasi Kokkinakis Nick Kyrgios    | 5-7, 4-6                         | Details |
| 4.                           | 12 juni 2022     | ATP Rosmalen    | Gras          | Matthew Ebden      | Wesley Koolhof Neal Skupski        | 6-4, 5-7, [6-10]                 | Details |
| 5.                           | 23 juli 2023     | ATP Newport     | Gras          | William Blumberg   | Nathaniel Lammons Jackson Withrow  | 3–6, 7–5, [5-10]                 | Details |
| 6.                           | 30 juli 2023     | Atlanta         | Hardcourt     | Jordan Thompson    | Nathaniel Lammons Jackson Withrow  | 6-7(3), 6-7(4)                   | Details |
| Gewonnen challengers         |                  |                 |               |                    |                                    |                                  |         |
| 1.                           | 6 augustus 2017  | Lexington       | Hardcourt     | Alex Bolt          | Tom Jomby Eric Quigley             | 7-5, 6-4                         |         |
| 2.                           | 19 november 2017 | Toyota          | Tapijt (i)    | Andrew Whittington | Ruben Gonzales Christopher Rungkat | 6-3, 2-6, [10-8]                 |         |
| 3.                           | 17 november 2018 | Bangalore       | Hardcourt     | Luke Saville       | Purav Raja Antonio Šančić          | 7-6(3), 6-3                      |         |
| 4.                           | 6 januari 2019   | Playford        | Hardcourt     | Luke Saville       | Ariel Behar Enrique Lopez Perez    | 6-4, 7-5                         |         |
| 5.                           | 3 februari 2019  | Launceston      | Hardcourt     | Luke Saville       | Hiroki Miraya Mohamed Safwat       | 7-5, 6-4                         |         |
| 6.                           | 14 maart 2019    | Zhangjiagang    | Hardcourt     | Luke Saville       | Hans Hach Verdugo N. Sriram Balaji | 6-2, 7-6(5)                      |         |
| 7.                           | 21 april 2019    | Anning          | Hardcourt     | Luke Saville       | Hans Podlipnik Castillo David Pel  | 4-6, 7-5, [10-5]                 |         |
| 8.                           | 5 mei 2019       | Seoel           | Hardcourt     | Luke Saville       | Ruben Bemelmans Serhij Stachovsky  | 6-4, 7-6(7)                      |         |
| 9.                           | 28 juli 2019     | Binghamton      | Hardcourt     | Luke Saville       | JC Aragone Alex Lawson             | 6-4, 4-6, [10-5]                 |         |
| 10.                          | 27 oktober 2019  | Traralgon       | Hardcourt     | Luke Saville       | Brydan Klein Scott Puodziunas      | 6-7(2), 6-3, [10-4]              |         |
| 11.                          | 12 januari 2020  | Canberra        | Hardcourt     | Luke Saville       | Jonathan Erlich Andrei Vasilevski  | 7-6(3), 7-6(3)                   |         |

### Landencompetities
| Nr.              | Datum               | Toernooi  | Ondergrond    | Partner(s)                                                      | Tegenstanders in finale                                                    | Score               | Details |
| ---------------- | ------------------- | --------- | ------------- | --------------------------------------------------------------- | -------------------------------------------------------------------------- | ------------------- | ------- |
| Verloren finales |                     |           |               |                                                                 |                                                                            |                     |         |
| 1.               | 22-27 november 2022 | Davis Cup | Hardcourt (i) | Alex de Minaur Matthew Ebden Thanasi Kokkinakis Jordan Thompson | Félix Auger-Aliassime Vasek Pospisil Denis Shapovalov                      | 0-2 (2 wedstrijden) | Details |
| 2.               | 21-26 november 2023 | Davis Cup | Hardcourt (i) | Alex de Minaur Matthew Ebden Alexei Popyrin Jordan Thompson     | Jannik Sinner Lorenzo Musetti Matteo Arnaldi Lorenzo Sonego Simone Bolelli | 0-2 (2 wedstrijden) | Details |

## Resultaten grote toernooien
| Legenda | Legenda                          |
| ------- | -------------------------------- |
| g.t.    | geen toernooi gehouden           |
| l.c.    | lagere categorie                 |
| –       | niet deelgenomen                 |
| G       | uitgeschakeld in de groepsfase   |
| 1R      | uitgeschakeld in de eerste ronde |
| 2R      | uitgeschakeld in de tweede ronde |
| 3R      | uitgeschakeld in de derde ronde  |
| 4R      | uitgeschakeld in de vierde ronde |
| KF      | uitgeschakeld in de kwartfinale  |
| HF      | uitgeschakeld in de halve finale |
| F       | de finale verloren               |
| W       | het toernooi gewonnen            |
| w-v     | winst/verlies-balans             |

### Enkelspel
| grandslamtoernooien  |      |     |      |      |   |
| Australian Open      | 1R   | –   | –    | 1R   |   |
| Roland Garros        | –    | –   | –    | 2R   |   |
| Wimbledon            | g.t. | –   | 1R   | 1R   |   |
| US Open              | –    | 1R  | –    | 1R   |   |
| Olympische Spelen    |      |     |      |      |   |
| Olympische Spelen    | g.t. | 2R  | g.t. | g.t. |   |
| statistieken         |      |     |      |      |   |
| totaal aantal titels | 0    | 0   | 0    | 0    | 0 |
| eindejaarsranking    | 239  | 220 | 176  | 45   |   |

### Dubbelspel
| grandslamtoernooien  |      |      |      |      |      |      |      |   |
| Australian Open      | 1R   | 2R   | 1R   | F    | 2R   | F    | 2R   |   |
| Roland Garros        | –    | –    | –    | 1R   | 3R   | 1R   | 2R   |   |
| Wimbledon            | –    | –    | 1R   | g.t. | 3R   | W    | 3R   |   |
| US Open              | –    | –    | –    | 1R   | KF   | 3R   | 1R   |   |
| ATP Masters 1000     |      |      |      |      |      |      |      |   |
| Indian Wells         | –    | –    | –    | g.t. | –    | –    | –    |   |
| Miami                | –    | –    | –    | g.t. | –    | 2R   | –    |   |
| Monte Carlo          | –    | –    | –    | g.t. | –    | –    | –    |   |
| Madrid               | –    | –    | –    | g.t. | 2R   | –    | –    |   |
| Rome                 | –    | –    | –    | KF   | 1R   | 2R   | –    |   |
| Montreal/Toronto     | –    | –    | –    | g.t. | 1R   | 1R   | KF   |   |
| Cincinnati           | –    | –    | –    | 1R   | –    | 1R   | 2R   |   |
| Shanghai             | –    | –    | –    | g.t. | g.t. | g.t. | 2R   |   |
| Parijs               | –    | –    | –    | 1R   | –    | –    | –    |   |
| olympisch            |      |      |      |      |      |      |      |   |
| Olympische Spelen    | g.t. | g.t. | g.t. | g.t. | 1R   | g.t. | g.t. |   |
| statistieken         |      |      |      |      |      |      |      |   |
| totaal aantal titels | 0    | 0    | 0    | 0    | 0    | 2    | 2    | 0 |
| eindejaarsranking    | 226  | 128  | 88   | 38   | 33   | 33   | 35   |   |

### Gemend dubbelspel
| grandslamtoernooien |    |      |      |  |
| Australian Open     | KF | –    | 1R   |  |
| Roland Garros       | –  | –    | –    |  |
| Wimbledon           | 2R | 1R   | –    |  |
| US Open             | HF | 2R   | –    |  |
| olympisch           |    |      |      |  |
| Olympische Spelen   | –  | g.t. | g.t. |  |